# Pimenteiras do Oeste
Pimenteiras do Oeste är en kommun i Brasilien.   Den ligger i delstaten Rondônia, i den centrala delen av landet, 1 500 km väster om huvudstaden Brasília. Antalet invånare är 2 322.
I omgivningarna runt Pimenteiras do Oeste växer i huvudsak städsegrön lövskog. Runt Pimenteiras do Oeste är det mycket glesbefolkat, med 5 invånare per kvadratkilometer.